# Economic Inquiry
Das Economic Inquiry (abgekürzt EI) ist eine vierteljährlich erscheinende wissenschaftliche Zeitschrift zu volkswirtschaftlichen Themen. Es ist eine von zwei von der Western Economic Association International herausgegebenen Zeitschrift und wurde 1962 als Western Economic Journal gegründet.

## Redaktion
Redakteur des EI ist (2015) der Ökonom Wesley W. Wilson von der Universität Oregon. Timothy Brennan, Martin Gervais, Lars Lefgren, James MacGee, David A. Malueg, Bruce McGough, Salvador Navarro, Robert E. Rosenman und Abigail Wozniak dienen als Ko-Redakteure. Daneben gibt es noch 16 weitere Ko-Redakteure für Spezialthemen und eine Reihe assoziierter Redakteure.

## Rezeption
Das EI belegte 2013 gemäß dem Journal Citation Report von Web of Science den 129. Rang von 333 wirtschaftswissenschaftlichen Journalen.
Combes und Laurent Linnemer sortieren das Journal mit Rang 67 von 600 wirtschaftswissenschaftlichen Zeitschriften in die drittbeste Kategorie A ein.